# 野上記念法政大学能楽研究所

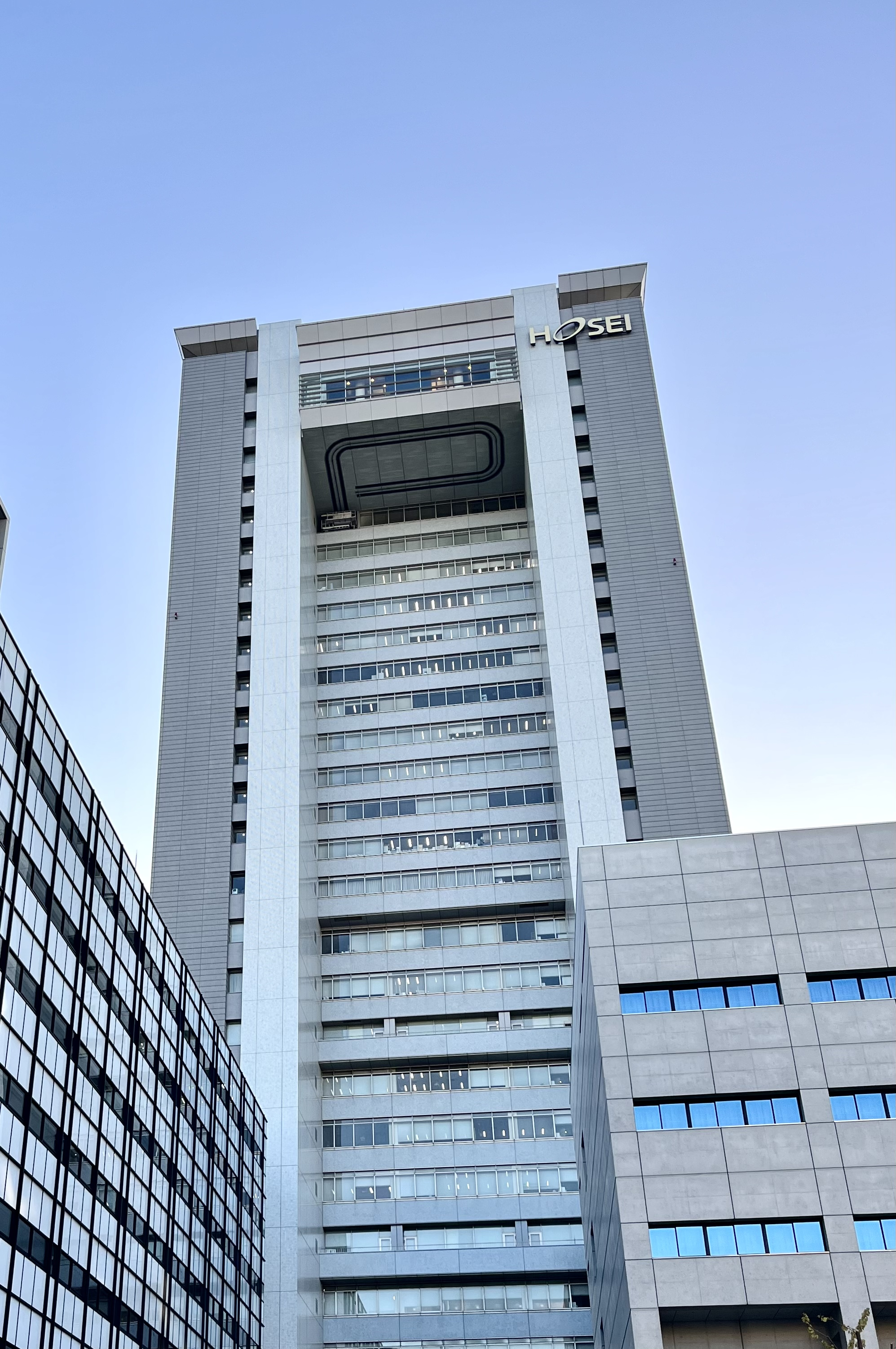
野上記念法政大学能楽研究所が設置されているボアソナード・タワー

野上記念法政大学能楽研究所（のがみきねんほうせいだいがくのうがくけんきゅうじょ、The Nogami Memorial Noh Research Institute of Hosei University）は法政大学の付属機関。国内唯一の能楽に関する総合的な研究機関である。

## 概要
野上豊一郎が文学部内に設置した能楽研究室を母体として、野上没後にその功績を記念し、1952年に設立される。日本最古の演劇である能楽（能・狂言）の歴史的変遷を調査・研究するとともに、現代に生きる演劇としての魅力や芸術性を解明し、能楽研究の発展と能楽の振興を目指す日本有数の研究拠点である。また、能楽に関する文献の寄付が日本各地からなされ、地方における能楽関連資料も多く蒐集しており、約4万点（重要文化財を含む）あまりの資料等を所蔵している。
1979年、観世流シテ方能役者・観世寿夫の功績を記念して、遺族による寄付を元に観世寿夫記念法政大学能楽賞を創設する。当該能楽賞は能楽研究者および能楽実演者の実績を示す一つの目安として用いられている。
1988年、北海道千歳市の医師・服部康治（小鼓観世流の家元十三代目新九郎豊成の次男・小錦治の孫にあたる）によって寄贈された観世新九郎家文庫を記念して服部記念法政大学能楽振興会を設け、地方における能楽演者や能楽研究を表彰する催花賞を創設する。
2013年に文部科学省の共同利用・共同研究拠点に選定される。2016年1月現在の所長は山中玲子。

## 沿革
- 1947年（昭和22年） - 文学部内に能楽研究室を設置。
- 1952年（昭和27年） - 野上記念法政大学能楽研究所を設立。
- 1955年（昭和30年） - 文学部付置研究所となる。
- 1971年（昭和46年） - 麻布校舎に移転。
- 1974年（昭和49年） - 紀要『能楽研究』創刊号を刊行。
- 1979年（昭和54年） - 観世寿夫記念法政大学能楽賞を創設。
- 1981年（昭和56年） - 富士見校舎80年館に移転。
- 1988年（昭和63年） - 文学部付置から離れて再び独立研究所となる。服部記念法政大学能楽振興寄金を設定し、催花賞を創設。
- 2000年（平成12年） - ボアソナード・タワーに移転。
- 2013年（平成25年） - 文部科学省の「共同利用・共同研究拠点」に認定。

## 所在地
東京都千代田区富士見2-17-1（法政大学富士見校舎ボアソナード・タワー23階）